# Saison 2012-2013 du Toulouse Football Club
Maillots
Chronologie
Saison précédente Saison suivante
La saison 2012-2013 du Toulouse Football Club (TFC) voit le club s'engager dans trois compétitions que sont la Ligue 1, la Coupe de France et la Coupe de la Ligue.

## Transferts
| Nom              | Nationalité   | Transfert                    | Provenance/Destination         | Division                  |
| Arrivées         |               |                              |                                |                           |
| Olivier Blondel  | France        | Libre (Contrat de 2 ans)     | ESTAC                          | Ligue 2                   |
| Jonathan Zebina  | France        | Libre (Contrat de 2 ans)     | Stade brestois 29              | Ligue 1                   |
| Eden Ben Basat   | Israël        | Transfert (Contrat de 4 ans) | Stade brestois 29              | Ligue 1                   |
| Prêts            |               |                              |                                |                           |
| Yannick Djaló    | Portugal      | Prêt avec option d'achat     | Benfica Lisbonne               | Liga ZON Sagres           |
| Adil Hermach     | Maroc/ France | Prêt avec option d'achat     | Al-Hilal FC                    | Saudi Professional League |
| Adrien Rabiot    | France        | Prêt sans option d'achat     | Paris SG                       | Ligue 1                   |
| Retours de prêt  |               |                              |                                |                           |
| Départs          |               |                              |                                |                           |
| Daniel Congré    | France        | Transfert - 5M€              | Montpellier Hérault Sport Club | Ligue 1                   |
| Paulo Machado    | Portugal      | Transfert - 2,7M€            | Olympiakós Le Pirée            | Superleague Elláda        |
| Rémy Riou        | France        | Libre                        | FC Nantes                      | Ligue 2                   |
| Moussa Sissoko   | France        | Transfert - 2,5M€            | Newcastle United Football Club | Premier League            |
| Emmanuel Rivière | France        | Transfert - 4M€              | AS Monaco                      | Ligue 2                   |
| Prêts            |               |                              |                                |                           |
| Amadou Soukouna  | France        | Prêt                         | Luzenac Ariège Pyrénées        | National                  |
| Umut Bulut       | Turquie       | Prêt                         | Galatasaray                    | Spor Toto Süper Lig       |
| Retours de prêt  |               |                              |                                |                           |
| Fins de contrat  |               |                              |                                |                           |
| Mohamed Fofana   | Mali          | Fin de contrat               | Stade de Reims                 | Ligue 1                   |
| Antoine Devaux   | France        | Fin de contrat               | Stade de Reims                 | Ligue 1                   |

## Rencontres de la saison

### Matchs amicaux
Le Toulouse Football Club entame sa saison 2012-2013 avec un stage de pré-saison à Luchon et huit matchs de préparation en juillet.

### Coupe de France
| Date       | Tour                      | Adversaire  | Lieu                   | Résultat | Buteurs pour le TFC   | Affluence |
| ---------- | ------------------------- | ----------- | ---------------------- | -------- | --------------------- | --------- |
| 5 janvier  | Trente-deuxième de finale | US Boulogne | Stade de la Libération | 1 - 0    | Emmanuel Rivière, 59e |           |
| 23 janvier | Seizième de finale        | Paris SG    | Parc des Princes       | 1 - 3    | Franck Tabanou, 18e   |           |

### Coupe de la ligue
Toulouse en tant qu'équipe de Ligue 1 est exempt des trente-deuxième de finales de la Coupe de la ligue.
| Date         | Tour               | Adversaire | Lieu                                           | Résultat     | Buteurs pour le TFC | Affluence |
| ------------ | ------------------ | ---------- | ---------------------------------------------- | ------------ | ------------------- | --------- |
| 26 septembre | Seizième de finale | SM Caen    | Stade Michel-d'Ornano, Caen                    | 1 - 0        | Yannick Djaló, 84e  | 4 333     |
| 30 octobre   | Huitième de finale | Lille OSC  | Grand Stade Lille Métropole, Villeneuve-d'Ascq | 0 - 1 (a.p.) |                     | 21 653    |